# Dance Classics Party Request
Dance Classics Party Request was een radioprogramma van de TROS op 3FM dat werd gepresenteerd door Corné Klijn. In DCPR (afkorting van Dance Classics Party Request) werden allemaal dancehits uit de jaren 70, 80 en 90 gedraaid. Deze werden allemaal aangevraagd. Dit verklaart ook de titel. DCPR was ook bedoeld als begin van het weekend. Elke week was er ook de Dance Classics party-agenda. In dat stuk vertelde Corné over de komende Dance classics feesten. Per 11 december 2009 is Corné Klijn gestopt met het programma. Het programma is in januari 2010 vervangen door 3FM Weekend Request met presentator Bart Arens.
21 Jaar TROS Pop · 3FM BPM: MinistryOfBeats · 3FM Weekend Request · 3voor12Radio · AdreneLine · Altijd de eerste · ...And all that jazz · Andres · Angelique · Angeliques Afternoon · Annemieke Hier · Annemieke Plays · Anoûl · Arbeidsvitaminen · De Avondspits · De avonturen van Mark · Barend · Barend & Benner · Barend en Wijnand · De Bende van Van der Lende · De Boem Boem Disco Show · The Breakfast Club · Claudia d'r op · Club Carter · Curry en Van Inkel · De Dansbar · Dansen met Delsing · Dit is Domien · Domien, Jouw Ochtendshow · ... & dit is Claudia · Ekstra Weekend · Eva · Eva en Giel · Evers staat op · Frank & Eva: Welkom bij de club! · Franks feestje · GIEL · Harm dB · Hein · Herman · Het Betere Werk · Hier! · Jamie · Jan-Paul · Jasper · Joost · Jorien · Kaat tot Laat · Kevin · Lang leve het weekend! · LEX · Lieke · Markplaats · Mark + Rámon · Mega Top 30 · Michiel · Obi · De ochtenddienst · Olivier · De Orde van de Nacht · Parels van de nacht · Partij voor de Vrijdag · (P)laatwerk · RabRadio · Radio op 'n broodje · Rob · Rob & Wijnand en de Ochtendshow · Sanderdome · Sanders Vriendenteam · Saskia en Olivier · Slapen is voor Losers! · Slapen kan altijd nog · De Steen en Been Show · Studio Saskia · Superrradio · Tannaz · Thijs · Timur op 3FM · Vera on Track · Vier Sas! · Vrij · Weekend Wijnand · Wijnand · @Work · Xnoizz
Annemieke Hier (NPO 3FM) · Avondconcert (NPO Radio 4/NPS) · BIS! (NPO Radio 4) · Dance Classics Party Request (NPO 3FM) · De radioshow van Bart (NPO 3FM) · Een Goedemorgen Met... (NPO Radio 4) · Gouden Uren (NPO Radio 2) · Jong Talent (NPO Radio 4/KRO) · Kamerbreed (NPO Radio 1) · Mega Top 50 (NPO 3FM) · Middagconcert (NPO Radio 4/NPS) · Muziek Aan Tafel (NPO Radio 4) · Muziekcafé (NPO Radio 2) · Nieuwsshow (NPO Radio 1) · NL (NPO Radio 2) · Opmaat Van 4 (NPO Radio 4) · Top 50 Op 4 (NPO Radio 4) · Radio Online (NPO Radio 1) · Weekend DNA (NPO 3FM/NPS) · Zaterdagmatinee (NPO Radio 4/NPS/AVRO)